# Número primo de Stern
Un número primo de Stern, llamado así por Moritz Abraham Stern (1807-1894), es un número primo que no es la suma de un primo más pequeño y el doble del cuadrado de un número entero distinto de cero. Es decir, si para un primo q no hay un primo menor p y un entero distinto de cero b tal que q = p +  2b2, entonces q es un número primo de Stern. Los números primos de Stern conocidos son
2, 3, 17, 137, 227, 977, 1187, 1493 (sucesión A042978 en OEIS).
Entonces, por ejemplo, si se intenta restar de 137 los primeros cuadrados duplicados en orden, se obtiene {135, 129, 119, 105, 87, 65, 39, 9}, ninguno de los cuales es primo. Eso significa que 137 es un primo de Stern. Por otro lado, 139 no es un primo de Stern, ya que se puede expresar como 137 + 2(12), o 131 + 2(22), etc.
De hecho, muchos números primos tienen más de una representación de este tipo. Dada una pareja de números primos gemelos, el primo mayor del par tiene una representación de Goldbach de p + 2(12). Si ese primo es el mayor de un cuadruplete primo, p + 8, entonces p + 2(22) también es válido. La serie (sucesión A007697 en OEIS) de Sloane enumera números impares con al menos n representaciones de Goldbach. Leonhard Euler observó que a medida que los números crecen, tienen más representaciones de la forma {\displaystyle p+2b^{2}}, lo que sugiere que puede haber un número mayor sin tales representaciones; es decir, que la lista anterior de números primos de Stern podría ser no solo finita, sino completa. Según Jud McCranie, estos son los únicos primos de Stern de entre los primeros 100000 primos. Todos los números primos de Stern conocidos tienen representaciones de Waring más eficientes de lo que sugerirían sus representaciones de Goldbach.
También existen números de Stern compuestos impares: los únicos conocidos son 5777 y 5993. Goldbach conjeturó incorrectamente que todos los números de Stern son primos (consúltese (sucesión A060003 en OEIS) para los números impares de Stern).
Christian Goldbach conjeturó en una carta a Leonhard Euler que todo número impar tiene la forma p + 2b2 para el número entero b y el primo p. Laurent Hodges pensaba que Stern se interesó en el problema después de leer un libro de correspondencia de Goldbach. En ese momento, 1 se consideraba un número primo, por lo que 3 no se consideraba un número primo de Stern, dada la posibilidad de representarlo como 1 + 2(12). El resto de la lista sigue siendo el mismo bajo cualquier definición.